# 오사카 오타니 대학
오사카 오타니 대학(大阪大谷大学)은 일본 오사카부 돈다바야시에 있는 4년제 사립 대학교이며 1966년에 첫 개교하였다.